# Tomáš Rakovnický z Javořice
Tomáš Rakovnický z Javořice († 18. listopadu 1556 Praha) byl český humanista, rektor Univerzity Karlovy a právník.

## Život
Narodil se ve Vlašimi a až do roku 1526 se psal jako „Tomáš Vlašimský“. Označení „Rakovnický“ (Raconus) začal používat až poté, podle své nastávající manželky pocházející z Rakovníka. Studoval na pražském vysokém učení, kde roku 1515 získal titul bakaláře a o tři roky později mistra. Poté byl proboštem Karlovy koleje, od roku 1520 děkanem a v letech 1525 až 1526 rektorem celé univerzity. Poté odjel studovat řečtinu do Bologne a Benátek. Po návratu do Prahy byl roku 1527 znovu jmenován rektorem, už rok poté ale vysoké učení opustil a jako právník se stal písařem a veřejným notářem na Starém Městě pražském. V roce 1530 mu byl ale za zásluhy o klasická studia udělen predikát „z Javořice“ a ještě k roku 1545 byl členem komise, která měla rozhodnout o výsadách pražské univerzity.
Tomáš Rakovnický byl velmi výmluvný a získal značné jmění. Po přestěhování do Rakovníka roku 1531 se kromě pražských úřadů staral i o své zdejší hospodářství a v letech 1531–1533 a 1538–1542 byl také členem rakovnické městské rady. V mezidobí byl kancléřem Starého Města pražského a po roce 1543 zasedal ve staroměstské městské radě. Během stavovského povstání stál na straně krále Ferdinanda I., kterému zprostředkovával kontakt s pražskými měšťany. V roce 1547 se stal členem sněmovní komise pro sloučení zemského zřízení s městskými právy a následně byl 20. ledna 1548 jmenován přísežným radou nově zřízeného apelačního soudu.